# Leonardo Álvarez
Leonardo "Leo" Álvarez Piñones (ur. 25 września 1955 w Zamorze) – meksykański piłkarz występujący na pozycji obrońcy, w późniejszym czasie trener. Jest szwagrem Rafaela Márqueza Esquedy i wujem Rafaela Márqueza Álvareza, również piłkarzy.

## Kariera klubowa
Álvarez jest wychowankiem zespołu CF Monterrey, do którego seniorskiej drużyny został włączony jako dwudziestolatek przez chilijskiego szkoleniowca Fernando Rierę. W meksykańskiej Primera División zadebiutował 9 listopada 1975 w wygranym 2:1 meczu z Atlético Español i od razu wywalczył sobie miejsce w wyjściowej jedenastce. Premierowego gola w najwyższej klasie rozgrywkowej strzelił za to 13 marca 1977 w zremisowanej 2:2 konfrontacji z San Luis. Po upływie trzech lat, podczas których nie odniósł jednak w barwach Monterrey żadnego sukcesu, przeszedł do lokalnego rywala klubu, wyżej notowanego Tigres UANL. Tam nie miał już zagwarantowanej silnej pozycji w pierwszym składzie i często musiał godzić się z rolą rezerwowego, między innymi podczas rozgrywek 1979/1980, kiedy to zdobył z Tigres tytuł wicemistrza Meksyku. W połowie 1981 podpisał umowę z beniaminkiem pierwszej ligi, Monarcas Morelia, gdzie wystąpił zaledwie w dwóch ligowych meczach.
Latem 1982 Álvarez powrócił do Tigres UANL, którego barwy reprezentował przez następne trzy lata, częściej niż poprzednio pojawiając się na ligowych boiskach w pierwszej jedenastce, lecz tym razem nie odniósł z drużyną żadnego sukcesu. W późniejszym czasie podpisał umowę z Universidadem de Guadalajara, gdzie spędził rok, również nie notując żadnego trofeum. Profesjonalną karierę piłkarską zakończył w wieku 34 lat jako rezerwowy w ekipie Deportivo Toluca, której w sezonie 1988/1989 pomógł w zdobyciu krajowego pucharu – Copa México.

## Kariera reprezentacyjna
W 1977 roku Álvarez został powołany przez selekcjonera Horacio Casarína do reprezentacji Meksyku U-20 na Młodzieżowe Mistrzostwa Świata w Tunezji. Tam był kluczowym defensorem swojej drużyny i wystąpił we wszystkich pięciu spotkaniach od pierwszej minuty, ani razu nie wpisując się na listę strzelców. Meksykanie zanotowali natomiast udany występ, docierając aż do finału, w którym ulegli ostatecznie po serii rzutów karnych ZSRR, a sam Álvarez otrzymał w trakcie tego spotkania czerwoną kartkę.

## Kariera trenerska
Po zakończeniu kariery piłkarskiej Álvarez został trenerem. Pierwszą samodzielną pracę w tym zawodzie podjął w listopadzie 2004, kiedy to zastąpił Nery'ego Pumpido na stanowisku szkoleniowca swojego byłego klubu, Tigres UANL. Pod jego kierownictwem drużyna zdołała przerwać serię sześciu spotkań z rzędu bez zwycięstwa, a w styczniu 2005 triumfowała w rozgrywkach InterLigi, dzięki czemu mogła wziąć udział w Copa Libertadores. Z tego turnieju zespół odpadł dopiero w ćwierćfinale. Posadę pierwszego trenera stracił w październiku 2005, jednak pozostał w klubie, obejmując drugoligowe rezerwy, Tigres Mochis, które prowadził przez pół roku. W połowie 2006 roku podpisał umowę z grającą w drugiej lidze ekipie Correcaminos UAT z siedzibą w mieście Ciudad Victoria, lecz został zwolniony już po sześciu meczach. W późniejszym czasie powrócił do Tigres, gdzie pracował z juniorami.